# Вулиця Ангеловича
Ву́лиця Митрополита Ангело́вича — вулиця у Залізничному районі міста Львова. Сполучає між собою вулиці Митрополита Андрея та Шептицьких.

## Історія
1933 року вулицю названо на честь Якуба Строха, від липня  1944 році — Строга. У 1946 році отримала назву вулиця Сєдова, на честь російського полярного дослідника Георгія Сєдова, але того ж року її було включено до складу вулиці Олександра Невського (нині — вулиця Митрополита Андрея). У 1993 році вулицю знову виділено в окрему і названо на честь першого митрополита УГКЦ Антіна Ангеловича.

## Забудова
Вулиця Митрополита Ангеловича забудована будинками у стилі класицизму та конструктивізму. Серед них виділяється будинок під № 28, зведений у 1909 році Юзефом Авіном та Альфредом Захаревичем. Фасад будинку, виконаний у стилі геометричного модерну, над вікнами третього поверху декоровано фризом із «зірок Давида». Тут містився Єврейський академічний дім. Поряд у 1913 році за проєктом архітектора Фердинанда Касслера був збудований притулок для вдів єврейських купців Фонду Якуба Строга, будинок не зберігся.
У 1923—1931 роках на кошти Максиміліана Шенфельда Касслер прибудував до Єврейського академічного дому (вул. Ангеловича, 28а/30) будинок ремісничої школи, а за ним — двоповерховий будинок з майстернями. У 1937—1938 роках у закладі навчалося 240 студентів-євреїв. Школа названа на честь соціолога та теоретика сіонізму Абрахама-Адольфа Коркіса. У радянські часи училище було перепрофільовано на професійно-технічне училище № 1 (нині — Львівський професійний ліцей залізничного транспорту). На фасаді будинку на вул. Ангеловича, 20 можна побачити єдине у Львові гіпсове зображення сажотруса.